# Sheep’s Head

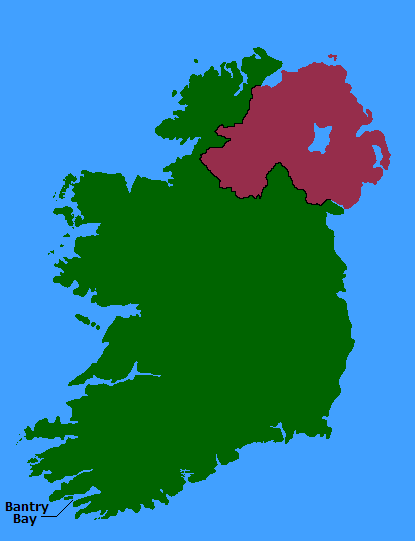
Zatoka Bantry na mapie wyspy

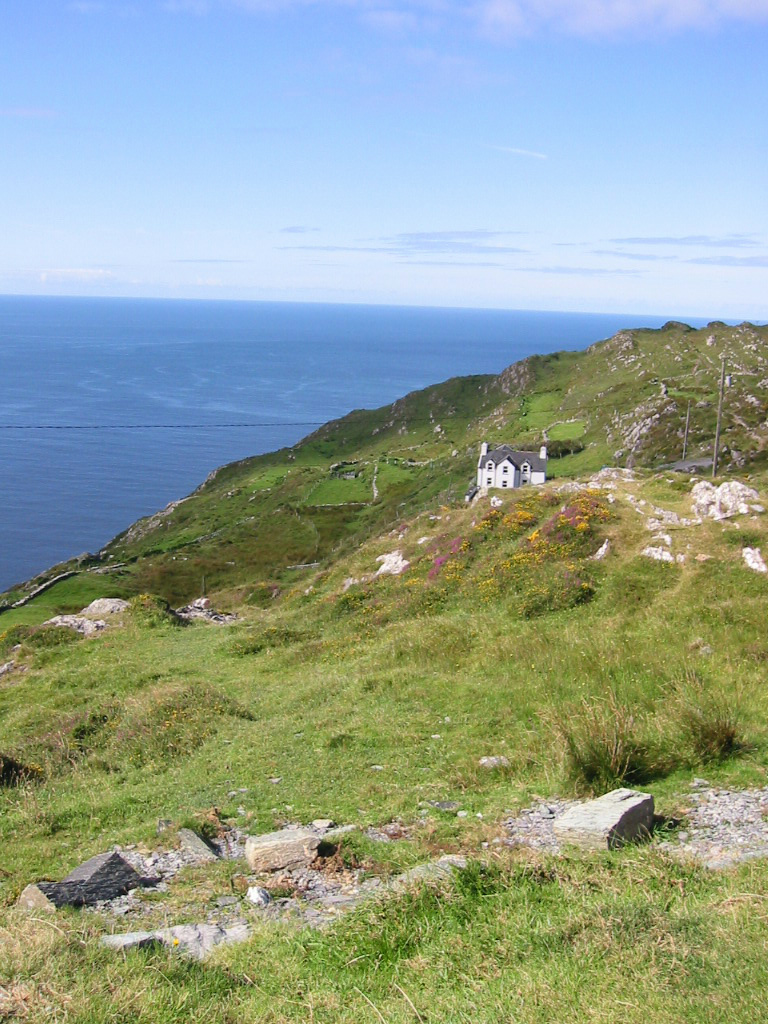
Sheep's Head

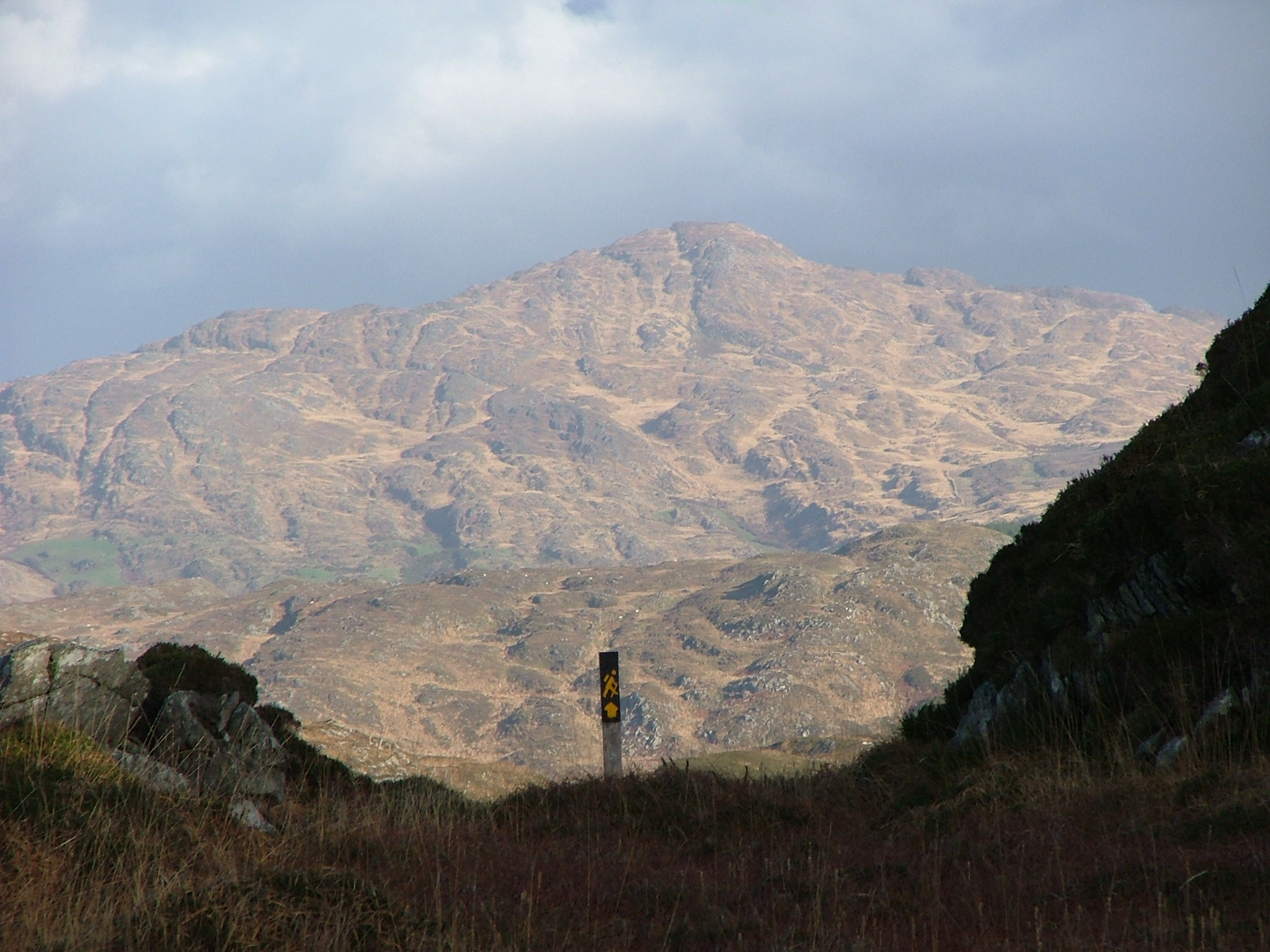
Sheeps Head Way

Beara, Muntervary (irl. Rinn Mhuintir Bháire) – półwysep na południowo-zachodnim wybrzeżu Irlandii, na wyspie o tej samej nazwie, stanowi południowy brzeg zatoki Bantry oraz północny zatoki Dunmanus.
Na półwyspie znajdują się trzy wioski, Durrus, Ahakista i Kilcrohane.